# 森永種夫
森永種夫（もりなが たねお、1906年9月24日 - 1995年3月25日）は、日本の郷土史家。
長崎県出身。1930年東京帝国大学文学部国文学科卒。長崎で高等学校教諭、長崎市立長崎高等学校教頭をへて長崎純心女子短期大学教授。「長崎犯科帳」を主として研究した。

## 著書
- 『犯科帳目録 長崎奉行所判決記録』長崎学会 1956
- 『長編小説 長崎奉行 犯科帳』五月書房 1958
- 『犯科帳 長崎奉行の記録』岩波新書 1962、岩波書店 1993
- 『流人と非人 続・長崎奉行の記録』岩波新書 1963、岩波書店 1993
- 『幕末の長崎 長崎代官の記録』岩波新書 1966
- 『長崎おもしろ草 第3巻 犯科帳の世界』長崎文献社 1977

### 共編著
- 『離島の旅 流人のふるさと』毎日新聞社 日本のふるさとシリーズ 1974

村井康彦・西倉直木共著、写真：浅賀正之・福田勝路・馬場直樹

### 編纂・校訂
- 『長崎奉行所判決記録犯科帳』第1巻 編 私家版 1958
- 『長崎奉行所判決記録犯科帳』第2‐11巻 編 犯科帳刊行会 1958‐61
- 『御仕置伺集 長崎奉行所記録』編 犯科帳刊行会 1962
- 『長崎奉行所記録口書集』編 犯科帳刊行会 1963‐64
- 『長崎代官記録集』編 犯科帳刊行会 1968
- 『長崎幕末史料大成 1・2　各国往復文書編』校訂 長崎文献社 1969‐70
- 『長崎幕末史料大成 3・4・5　開国対策編』校訂 長崎文献社 1970‐71
- 『長崎文献叢書 第1集 第2巻 長崎実録大成 正編』田辺茂啓著 丹羽漢吉共校訂 長崎文献社 1973
- 『長崎文献叢書 第1集 第4巻 続 長崎実録大成』小原克紹著 校訂 長崎文献社 1974
- 『長崎文献叢書 第2集 第2・3巻 長崎古今集覧』松浦東渓著 校訂 長崎文献社 1976
- 『長崎文献叢書 第2集 第5巻 寛宝日記と犯科帳』越中哲也共校著 長崎文献社 1977